# Tuzlaspor
Tuzla Spor Kulübü – turecki klub piłkarski z siedzibą w Tuzli. Obecnie występuje w TFF 2. Lig.

## Historia
Klub Tuzlaspor został założony w 1954 roku. Przez wiele lat swojej historii grał w niższych ligach. W sezonie 2019/2020 zajął czwarte miejsce w 2. Lig (grupa Kirmizi) i po play-offach awansował na zaplecze tureckiej ekstraklasy – TFF 1. Lig.

## Stadion
Klub rozgrywa swoje mecze na stadionie Tuzla Belediye Stadyumu, który może pomieścić 2000 widzów.

## Skład w sezonie 2020/2021
Stan na 25 kwietnia 2021
| Nr | Poz. | Piłkarz                                   |
| -- | ---- | ----------------------------------------- |
| 4  | OB   | İsmail Konuk                              |
| 5  | OB   | Samuel Yohou                              |
| 6  | PO   | Aykut Çeviker                             |
| 8  | PO   | Gökcan Kaya                               |
| 10 | PO   | Prince Segbefia                           |
| 15 | PO   | Aldin Čajić (wypożyczony z Istanbulsporu) |
| 17 | NA   | Ahmet Yazar                               |
| 19 | PO   | Arif Morkaya                              |
| 21 | NA   | Matej Pučko                               |
| 23 | BR   | Philipp Angeler                           |
| 34 | NA   | Thuram                                    |

| Nr | Poz. | Piłkarz            |
| -- | ---- | ------------------ |
| 35 | OB   | Yasin Güreler      |
| 41 | BR   | Metin Erol         |
| 44 | PO   | Rajko Rotman       |
| 72 | PO   | Muhammed Gönülaçar |
| 77 | NA   | Samet Asatekin     |
| 87 | OB   | Ferhat Öztorun     |
| 88 | PO   | Muhammed Sarıkaya  |
| 90 | NA   | Ömer Sismanoglu    |
| 97 | PO   | Alan               |
| 99 | NA   | Özgür Can Özcan    |
|    | OB   | Serhat Paçacı      |